# Frédéric Petit (astronome)
Pour les articles homonymes, voir Petit et Frédéric Petit.
Frédéric Petit, né à Muret (Haute-Garonne) le 16 juillet 1810 et mort le 29 novembre 1865 à Toulouse (Haute-Garonne), est un astronome français.

## Biographie
Frédéric Petit travaille à l'Observatoire de Paris sous la direction de son maître François Arago, puis est nommé directeur de l'Observatoire de la rue des Fleurs à Toulouse. Frappé par la vétusté des locaux, il décide d'ériger l'Observatoire de Toulouse à Jolimont, en 1839, et en est le directeur jusqu'en 1865.
En 1846, il annonce la découverte d'une seconde lune ayant une orbite elliptique autour de la Terre. Il affirme que cette seconde lune a une période de 2 heures et 44 minutes, avec un apogée de 3 570 km et un périgée de 11,4 km. Cette lune aurait également été observée par Lebon et Dassier à Toulouse, et par Larivière à l'observatoire d'Artenac, au cours du début de la soirée du 21 mars 1846.
Cette « découverte » est rapidement rejetée par la communauté astronomique. En 1861, Frédéric Petit publie à nouveau sur ses observations de 1846, affirmant que la seconde lune expliquerait des perturbations dans les mouvements de la Lune. Malgré cela, l'existence de cette seconde lune n'a jamais été confirmée.
L'écrivain Jules Verne, ayant pris connaissance de la théorie de l'astronome, a utilisé cette dernière dans son roman Autour de la Lune,. Ce satellite joue un rôle important dans l'intrigue : c'est en effet à cause de la perturbation gravitationnelle due à sa rencontre que l'obus transportant les protagonistes n'atteint pas la Lune mais en fait le tour pour revenir sur Terre. Cette lune fictive n'est pas vraiment calquée sur les observations de Frédéric Petit d'un point de vue technique, et l'orbite proposée par Jules Verne dans son ouvrage est donc mathématiquement inconsistante. Mort en 1865, Frédéric Petit n'a pas pu commenter la lune fictive de Jules Verne.
En 1857, Petit tente une carrière politique au conseil municipal, puis accède à une section d'astronomie à la Faculté des sciences de Toulouse.
On lui doit plusieurs ouvrages, dont le Calcul de l'effet des machines en mouvement. Application du mouvement des forces vives. Suivi de Mouvement de la terre autour de son centre de gravité.
Frédéric Petit laisse aux générations futures des observations météorologiques complètes de 1839 à 1862.
En 1853, le minéralogiste Alexandre Leymerie (1801-1878) publia un document intitulé Les Pyrénées ne sont pas creuses : notes pour réfuter l’assertion contraire émise par M. Petit (Mémoires de l’Académie Impériale des Sciences, Inscriptions et Belles-Lettres de Toulouse, 4e série, tome II, pages 285 à 288). En effet, Frédéric Petit aurait déduit du balancement du pendule que cette chaîne de montagnes était creuse et ressemblait « à de gigantesques beignets soufflés ».

## Hommages
Il existe une rue Frédéric-Petit à Toulouse, mais aussi à Muret.